# Opopaea santschii
Opopaea santschii är en spindelart som beskrevs av Brignoli 1974. Opopaea santschii ingår i släktet Opopaea och familjen dansspindlar. Inga underarter finns listade i Catalogue of Life.